# Stezka kolem „Stezky“
Stezka kolem „Stezky“ je naučná stezka, kterou provozuje Základní škola Prachatice, Zlatá stezka 240. Stezka byla otevřena 20. října 2004. Její vytvoření finančně podpořil Jihočeský kraj, který škole poskytl dotaci ve výši 420 000 Kč.

## Popis trasy
Naučná stezka, která má osm stanovišť, vede zahradou okolo budovy Základní školy Prachatice, Zlatá stezka 240. Stezka není náročná a je určena pro výuku a poučení nejen žákům základní školy, ale i pro relaxaci ostatním pěším návštěvníkům všech věkových kategorií. Každoročně na jaře děti základní školy naučnou stezku symbolicky "otvírají".

### Stanoviště č. 1
Na stanovišti č. 1 jsou dva informační panely. První panel poskytuje všeobecné informace o stezce a o její historii. Obsahuje seznam všech rostlin, prolézaček, laviček a dalších prvků zahradního zařízení, včetně podrobného plánku jejich rozmístění. Druhý panel podrobně seznamuje s hrdličkou zahradní (Streptopelia decaocto), bukem lesním (Fagus sylvatica) a rují vlasatou (Cotinus coggygria).

### Stanoviště č. 2
Panel č. 2 seznamuje návštěvníky s čmelákem zemním (Bombus terrestris), břízou bělokorou (Betula pendula) a kalinou tušalaj (Viburnum lantana). Je zde i plánek rozmístění jednotlivých rostlin, laviček a měřiče srážek.

### Stanoviště č. 3
Na panelu č. 3 jsou vyobrazeny a popsány babočka paví oko (Inachis io), borovice limba (Pinus cembra) a zmarličník japonský (Cercidiphyllum japonicum). Dále je na plánku ukázáno rozmístění jednotlivých stromů a keřů, ping-pongových stolů a prolézačky.

### Stanoviště č. 4
Panel č. 4 podrobně seznamuje s kosem černým (Turdus merula), dubem letním (Quercus robur) a jedlovcem kanadským (Tsuga canadensis). Plánek ukazuje rozmístění dalších rostlin, odpočívadel a ohniště.

### Stanoviště č. 5
Na panelu č. 5 jsou popsány včela medonosná (Apis mellifera), lípa srdčitá (Tilia cordata), lípa obecná (Tilia × vulgaris), lípa americká (Tilia americana), lípa stříbrná (Tilia tomentosa) a žluna zelená (Picus viridis). Dále je zde plánek s umístěním laviček a hmatového chodníku.

### Stanoviště č. 6
Panel č. 6 informuje návštěvníky o smrku pichlavém (Picea pungens), střevlíku měděném (Carabus cancellatus), javoru mléči (Acer platanoides) a javoru babyce (Acer campestre). Dále je zde popsán hmatový chodník.

### Stanoviště č. 7
Na panelu č. 7 se návštěvníci seznámí se sýkorou koňadrou (Parus major), mišpulí obecnou (Mespilus germanica) a kdouloní obecnou (Cydonia oblonga). Plánek ukazuje rozmístění dalších rostlin a dřevěných odpočívadel.

### Stanoviště č. 8
Na posledním stanovišti jsou popsány sojka obecná (Garrulus glandarius), jinan dvoulaločný (Ginkgo biloba) a platan javorolistý (Platanus × acerifolia).

## Přírodní zajímavost
Naproti základní škole, přes ulici Zlatá stezka, roste Prachatický jilm, památný strom číslo 105490 podle AOPK.

## Galerie

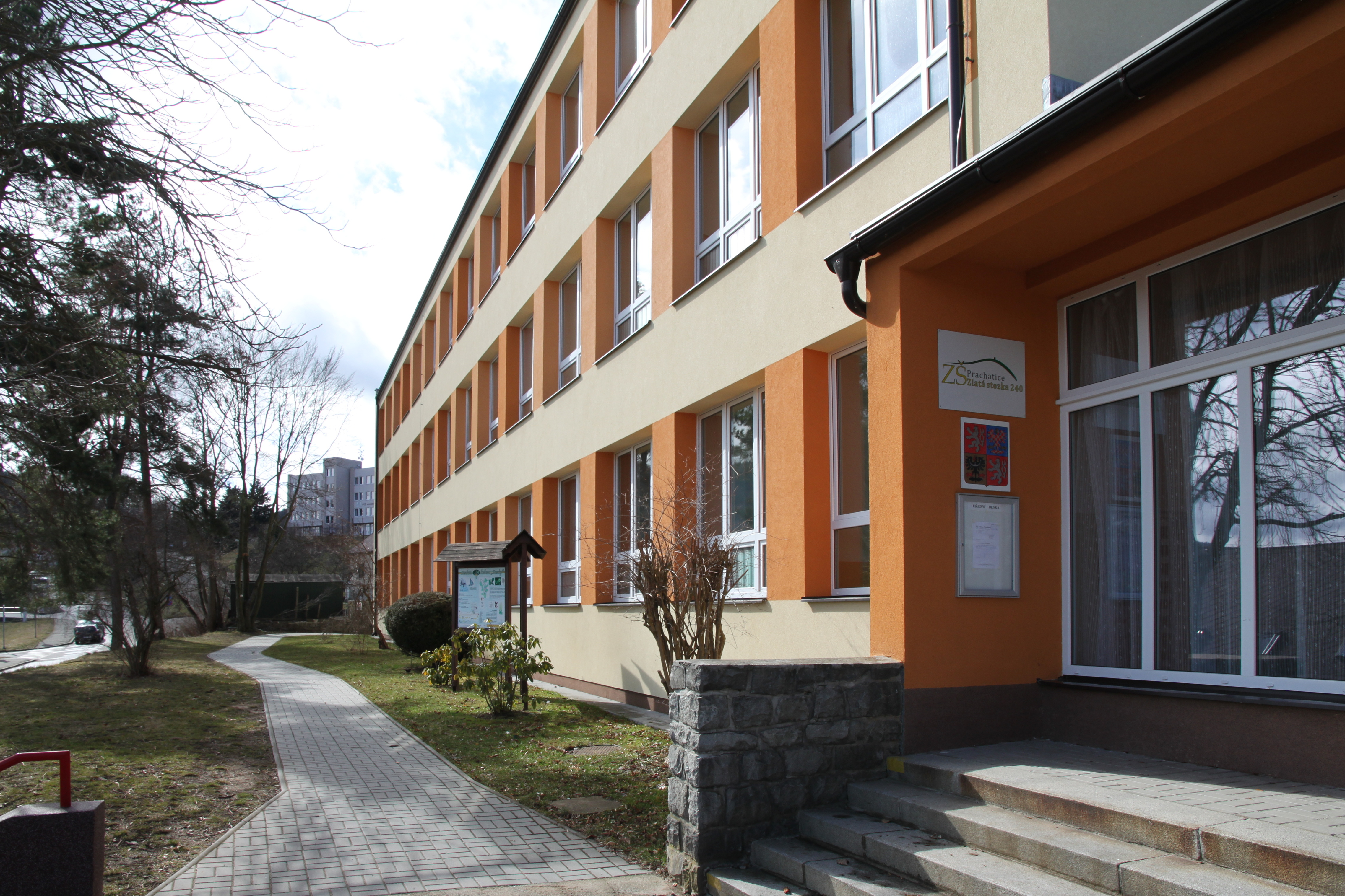
Začátek stezky před vchodem do školy
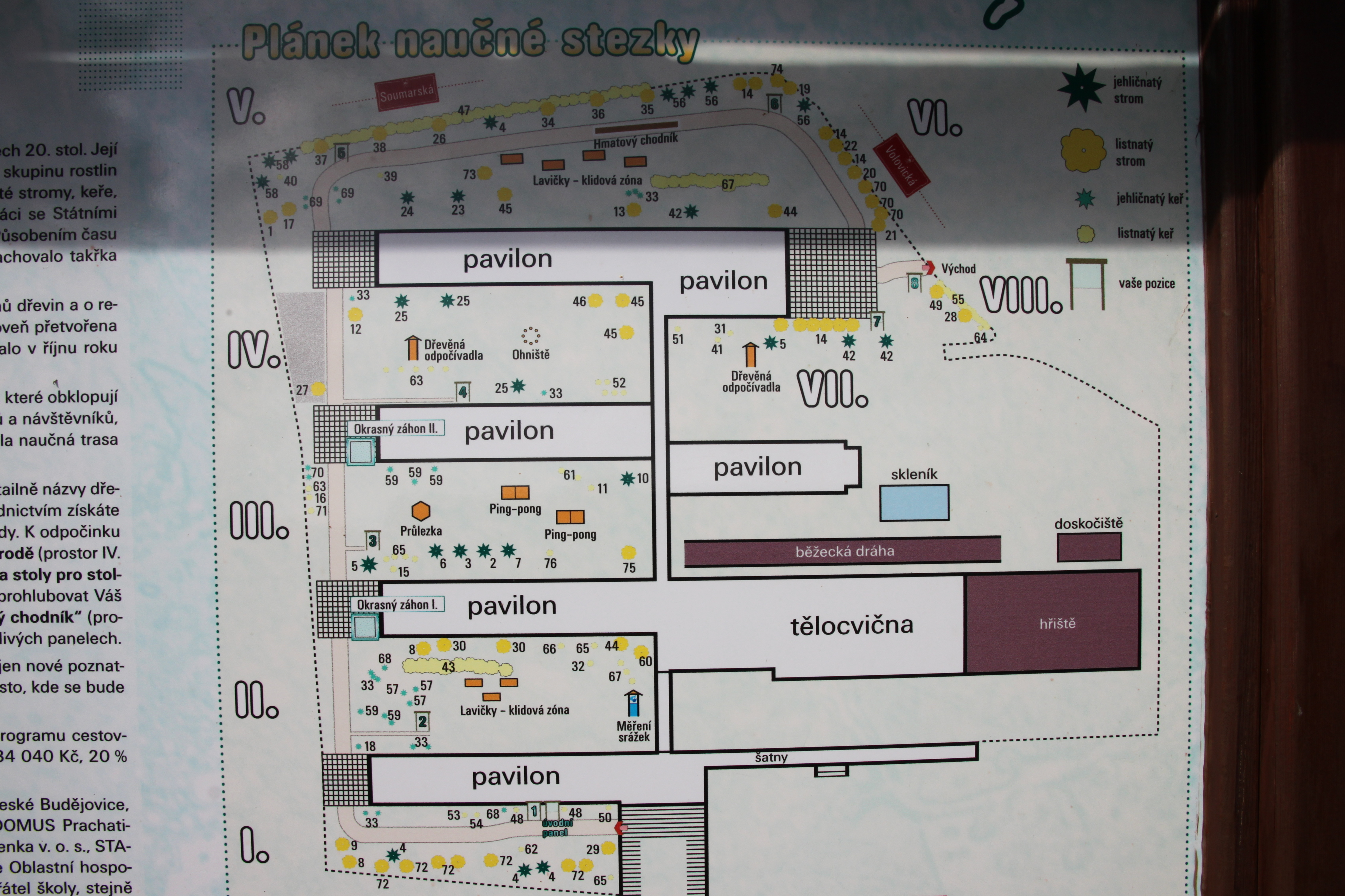
Detailní plánek stezky
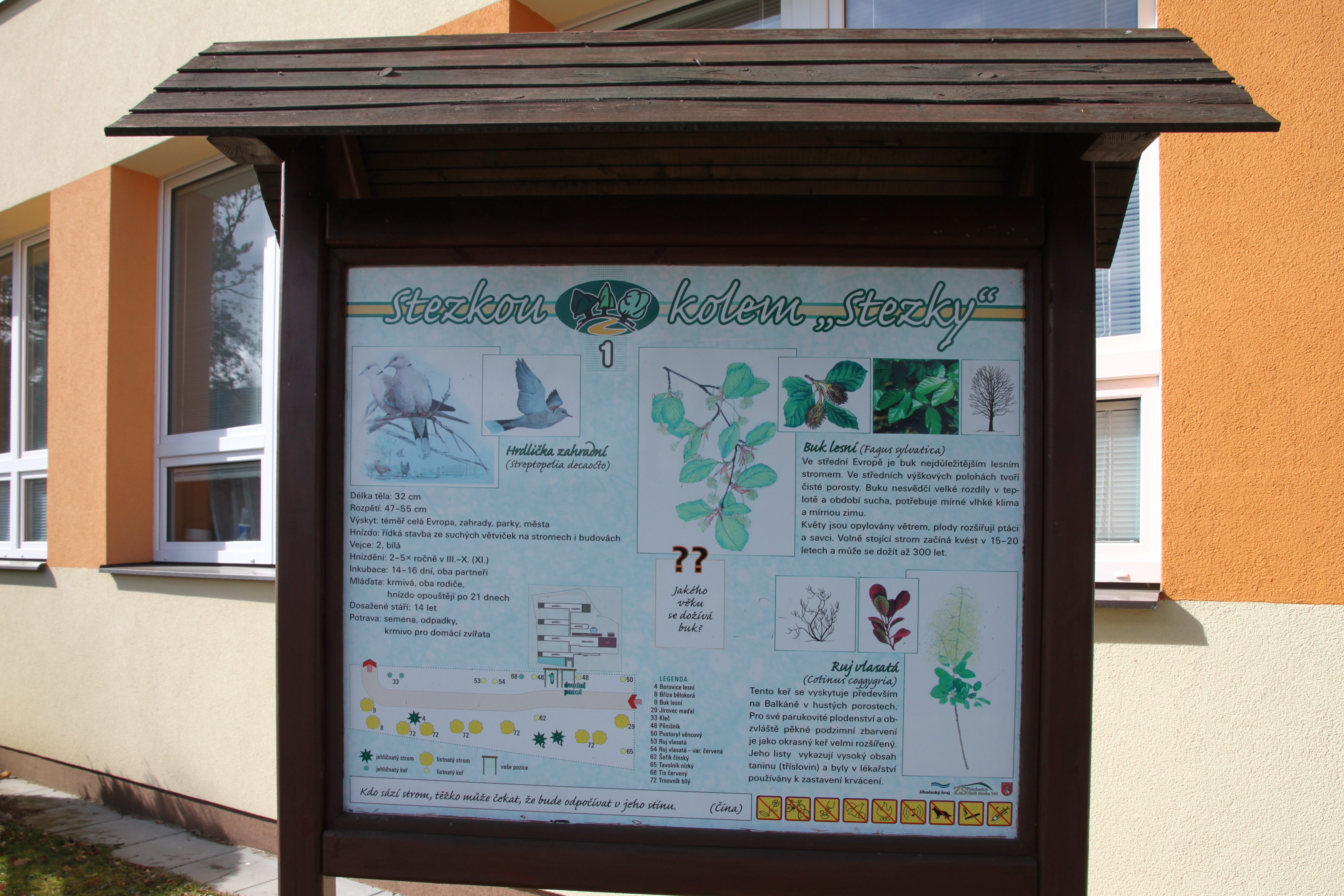
Informační tabule č. 1
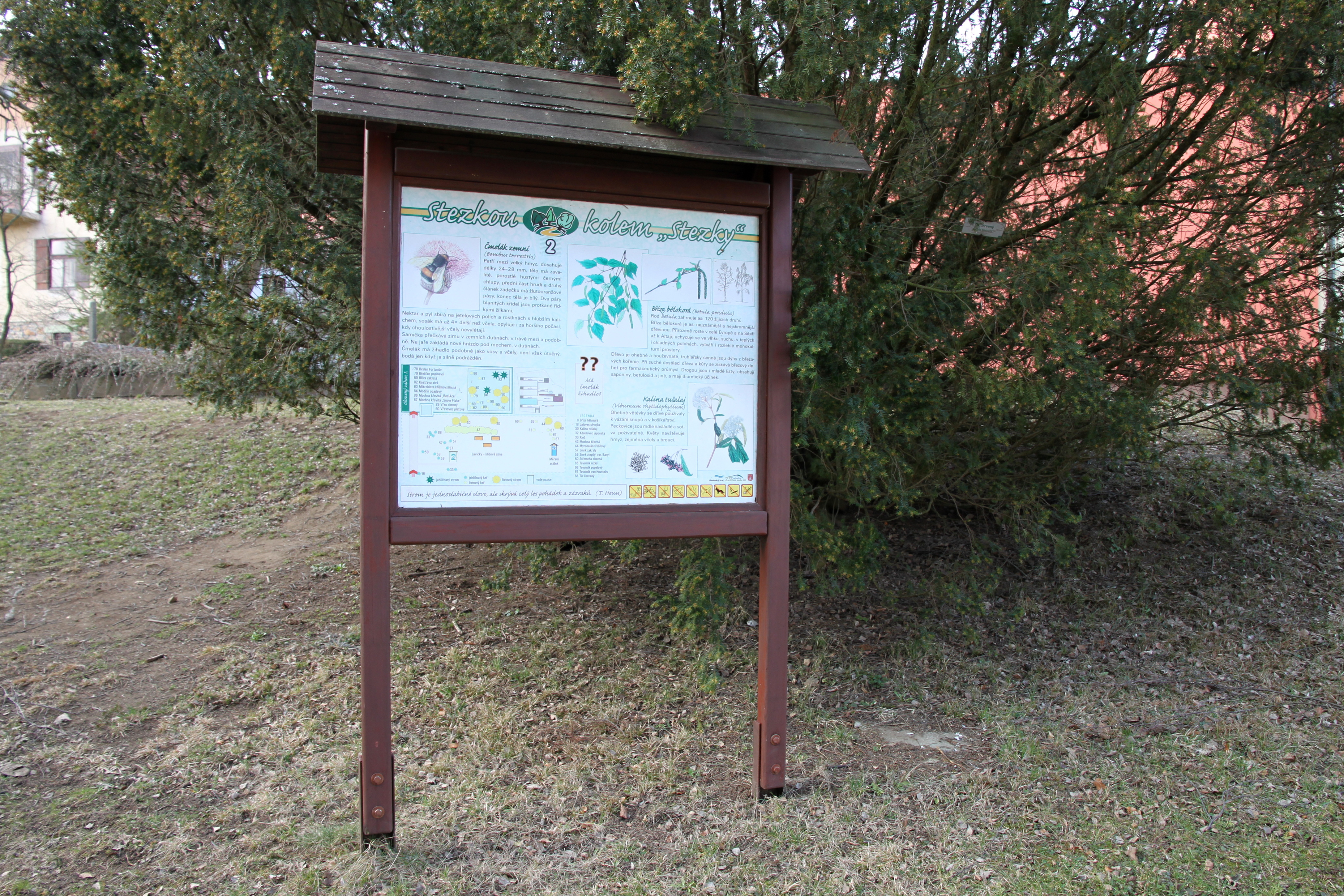
Prostor kolem 2. stanoviště
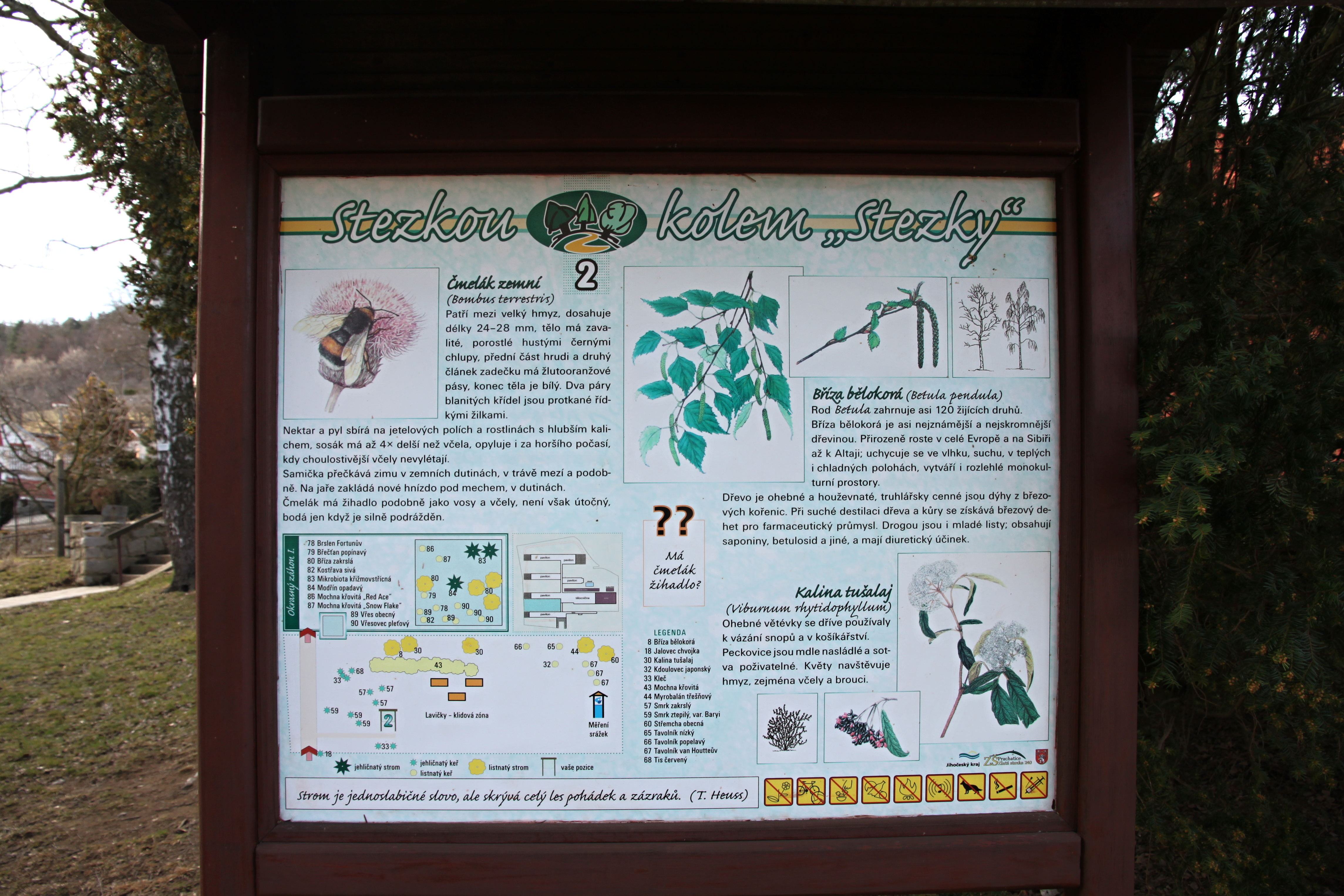
Informační tabule č. 2
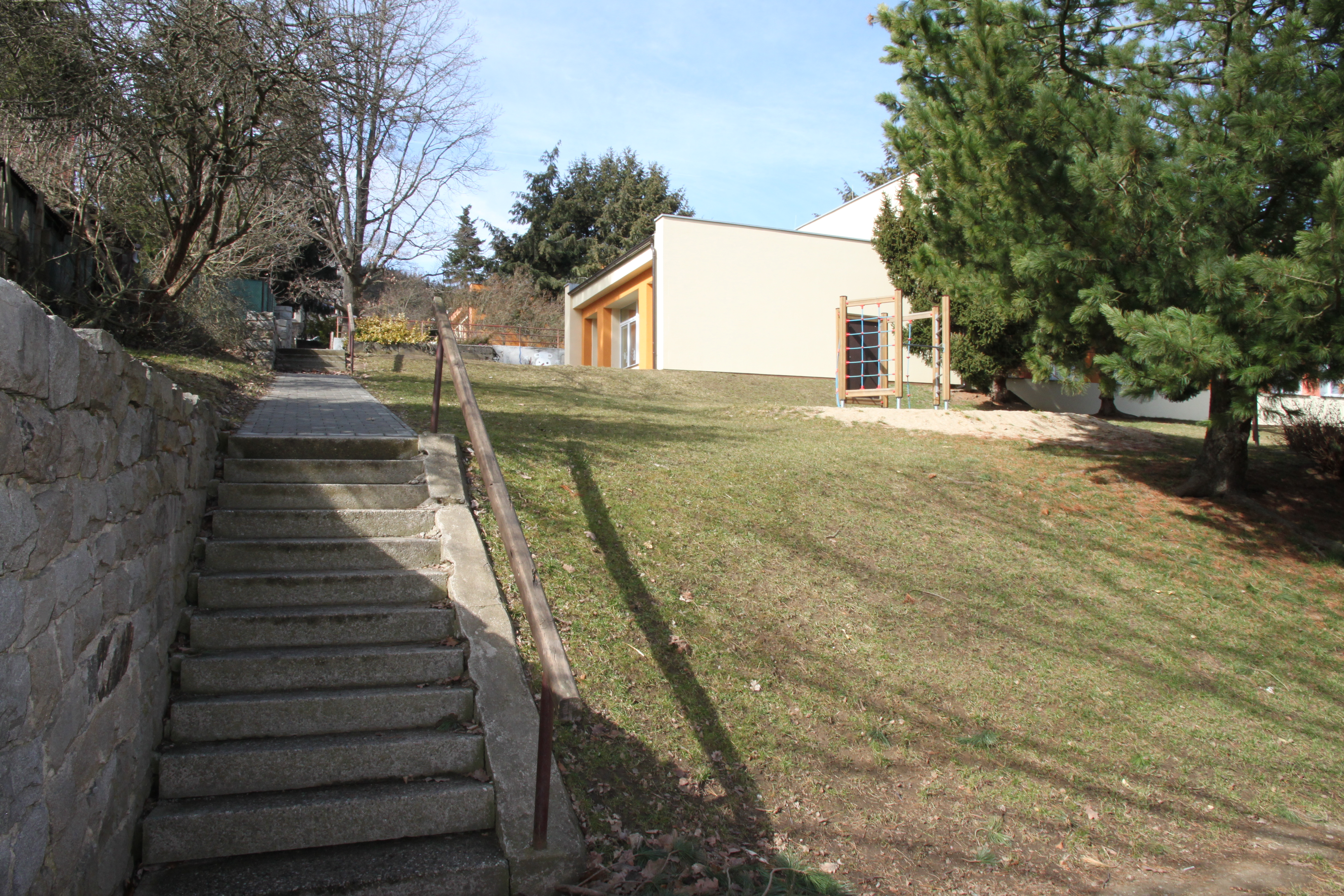
Schody ke 3. stanovišti
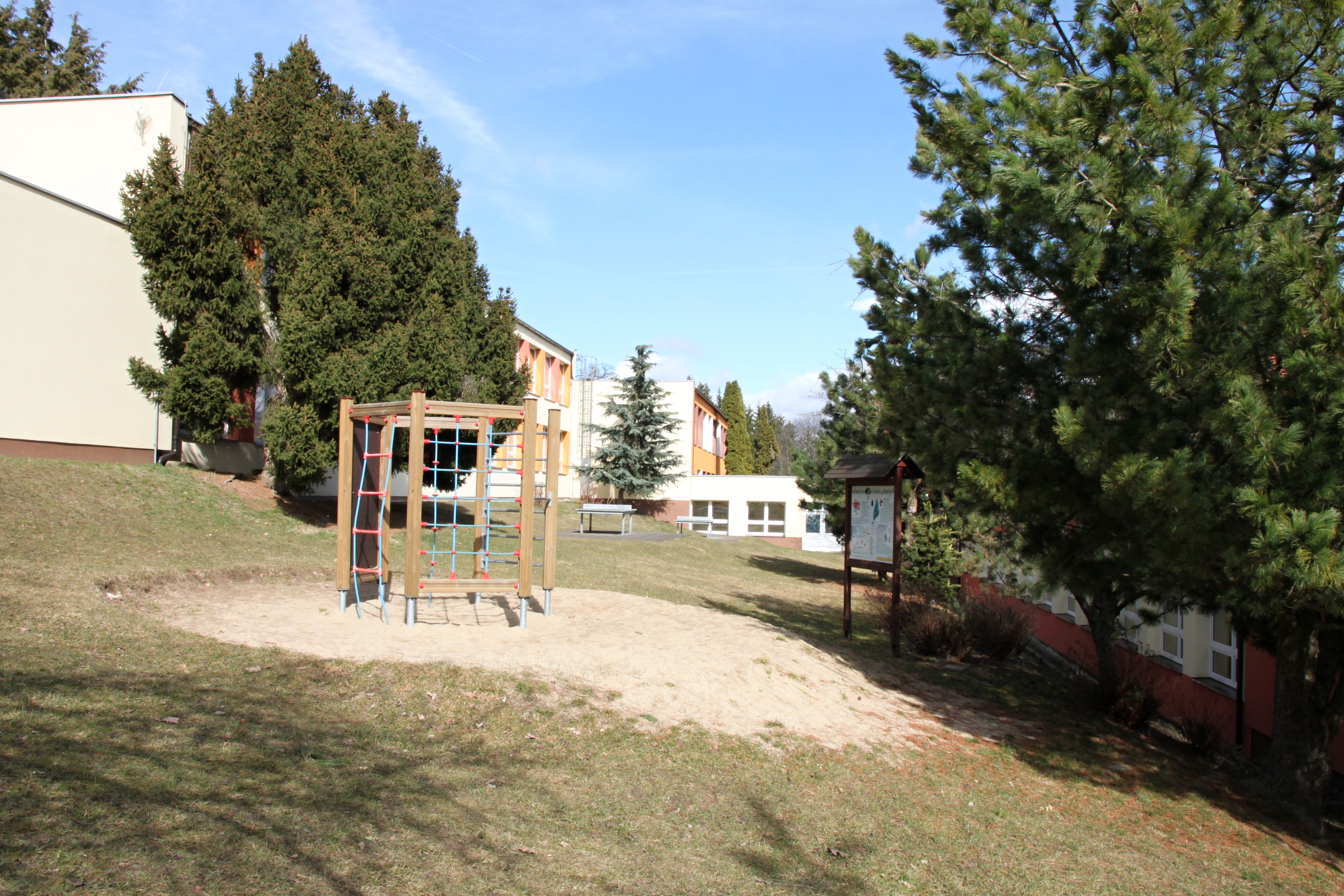
Prolézačka u 3. stanoviště
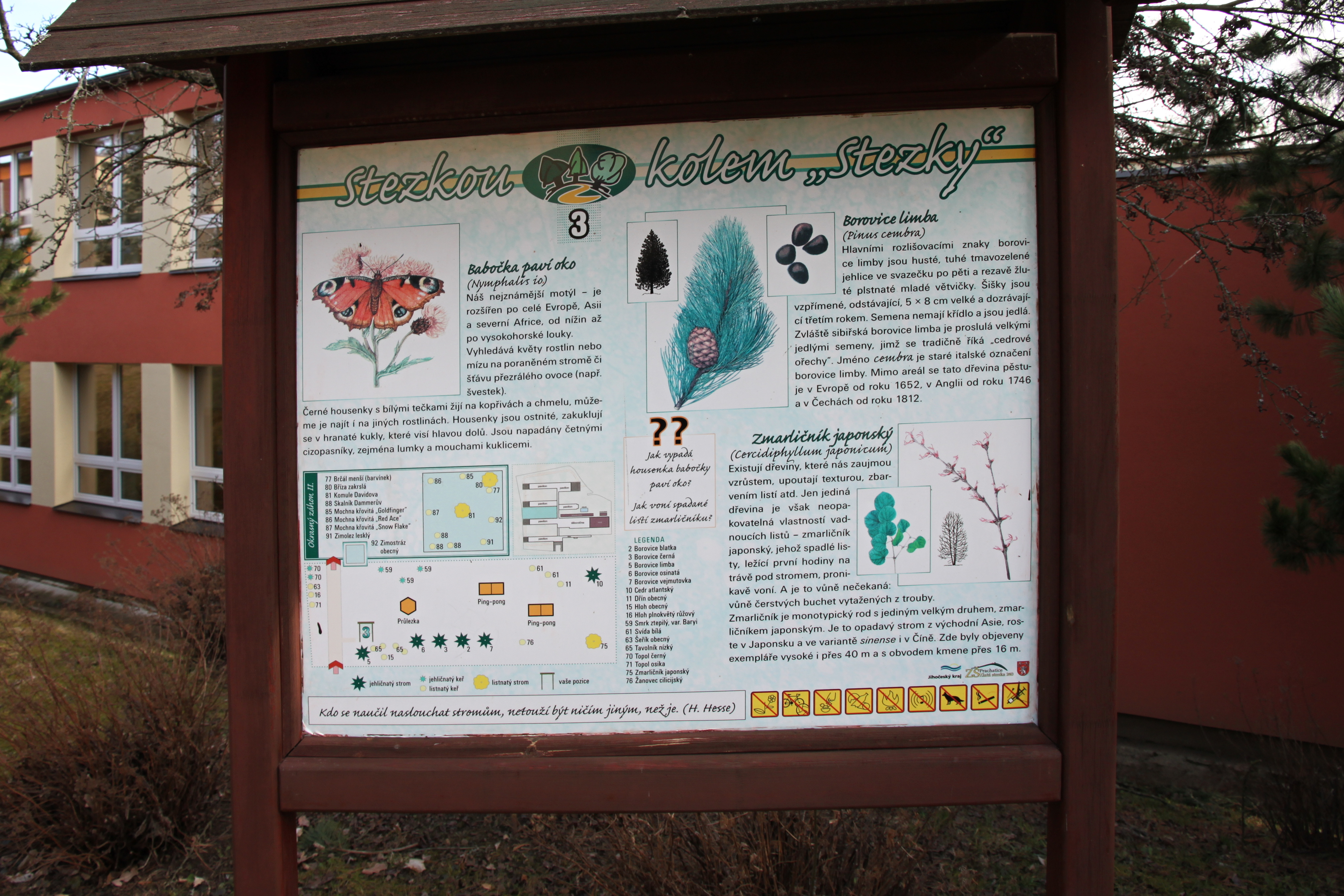
Informační tabule č. 3
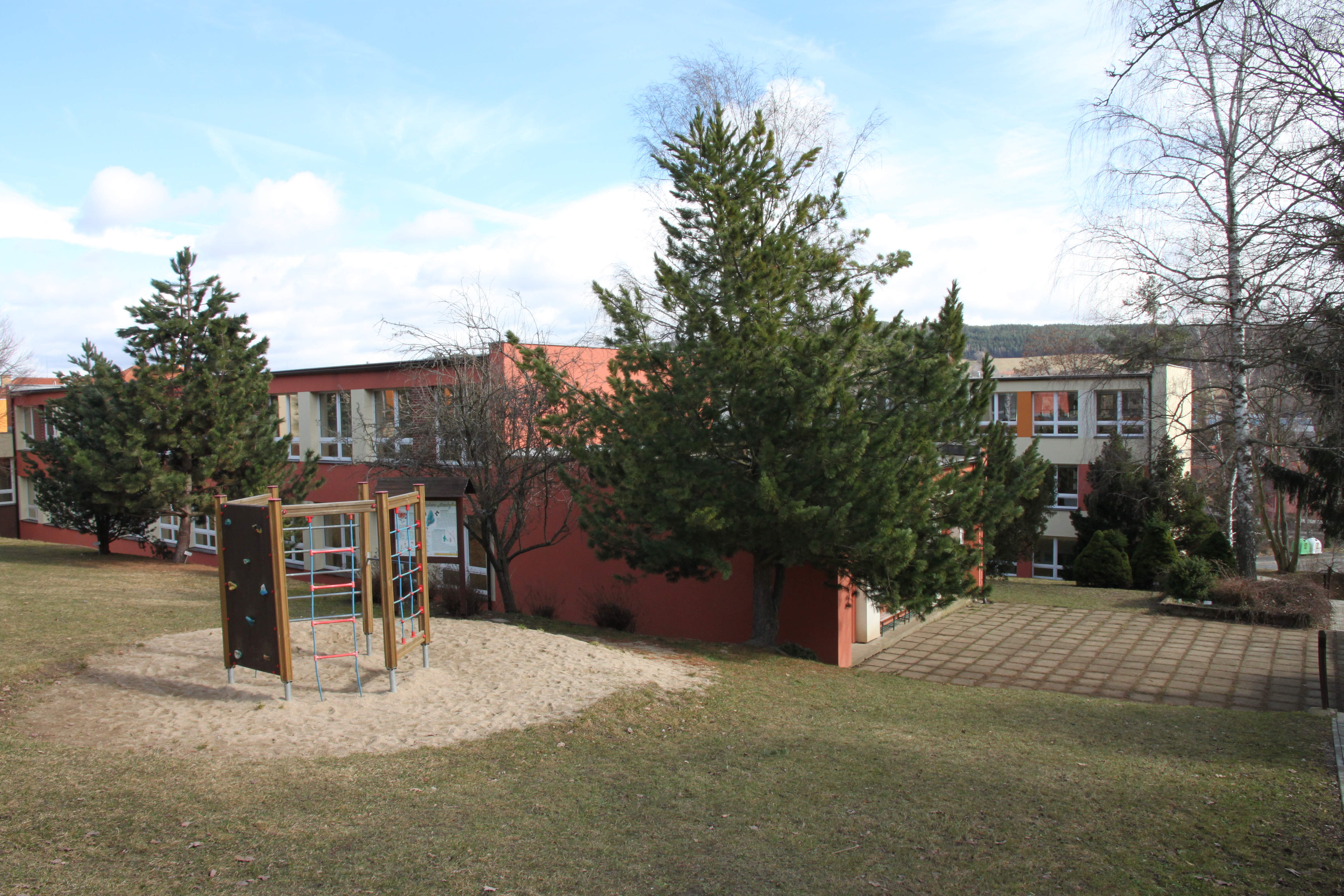
Prostor kolem 3. stanoviště
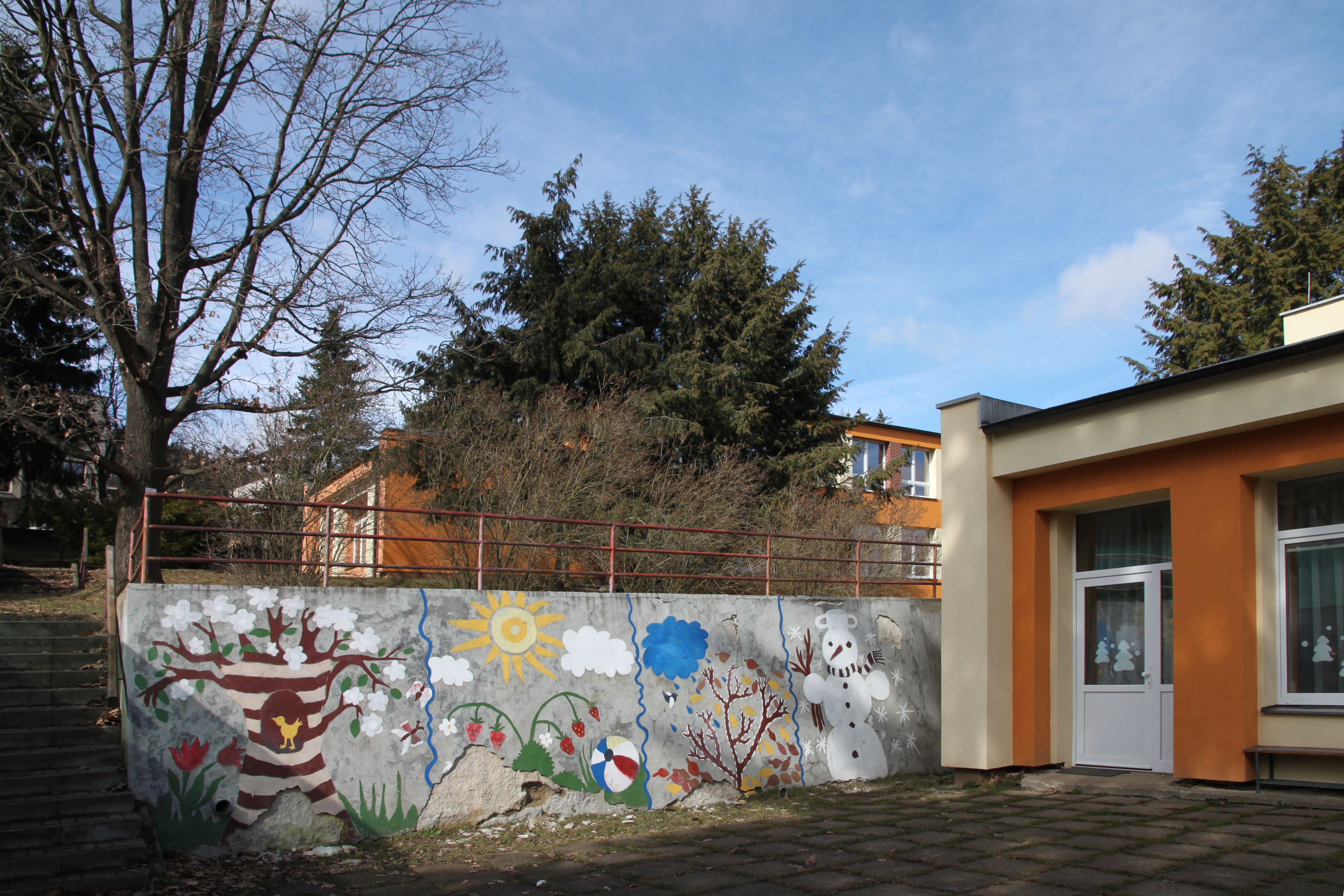
Schody ke 4. stanovišti
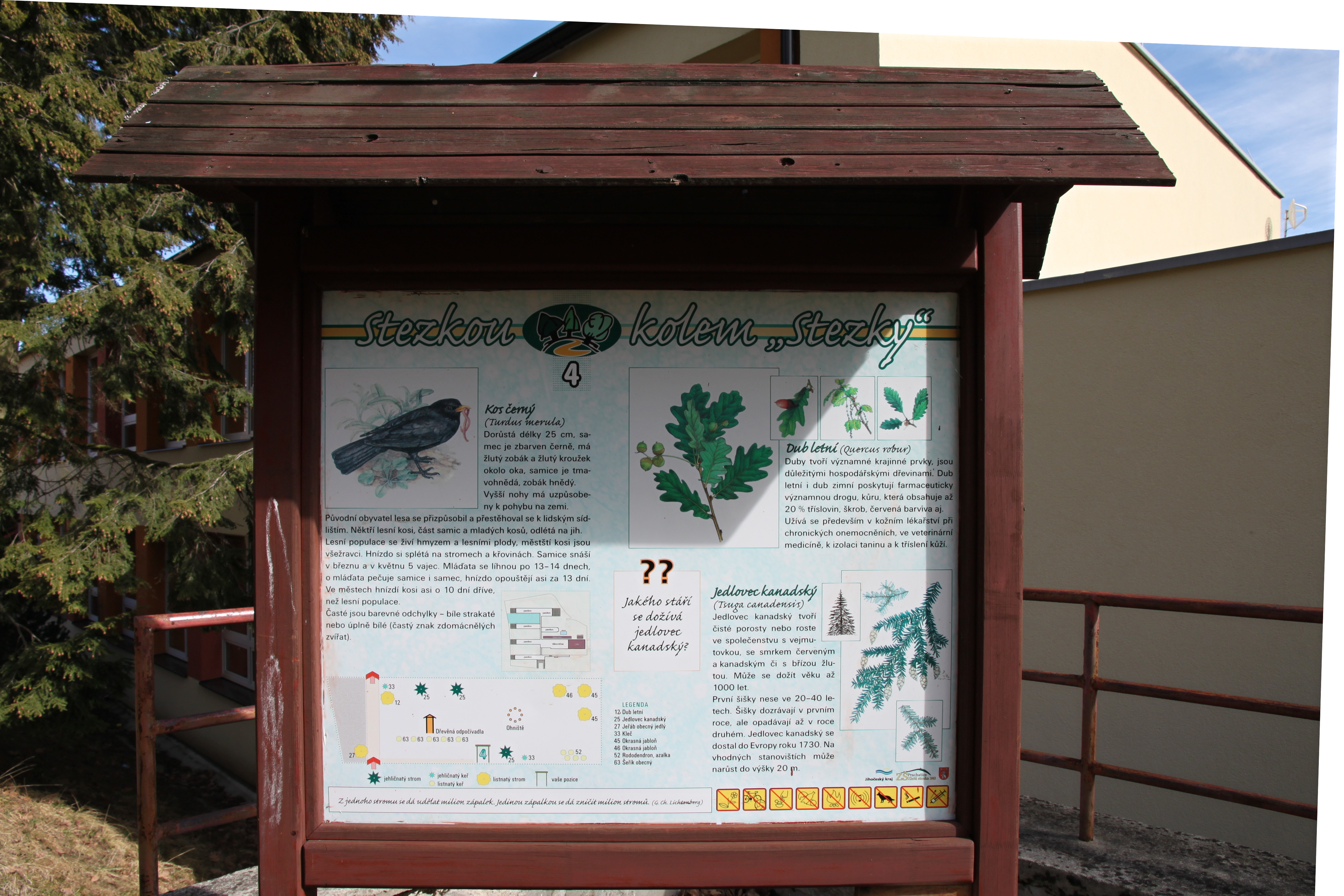
Informační tabule č. 4
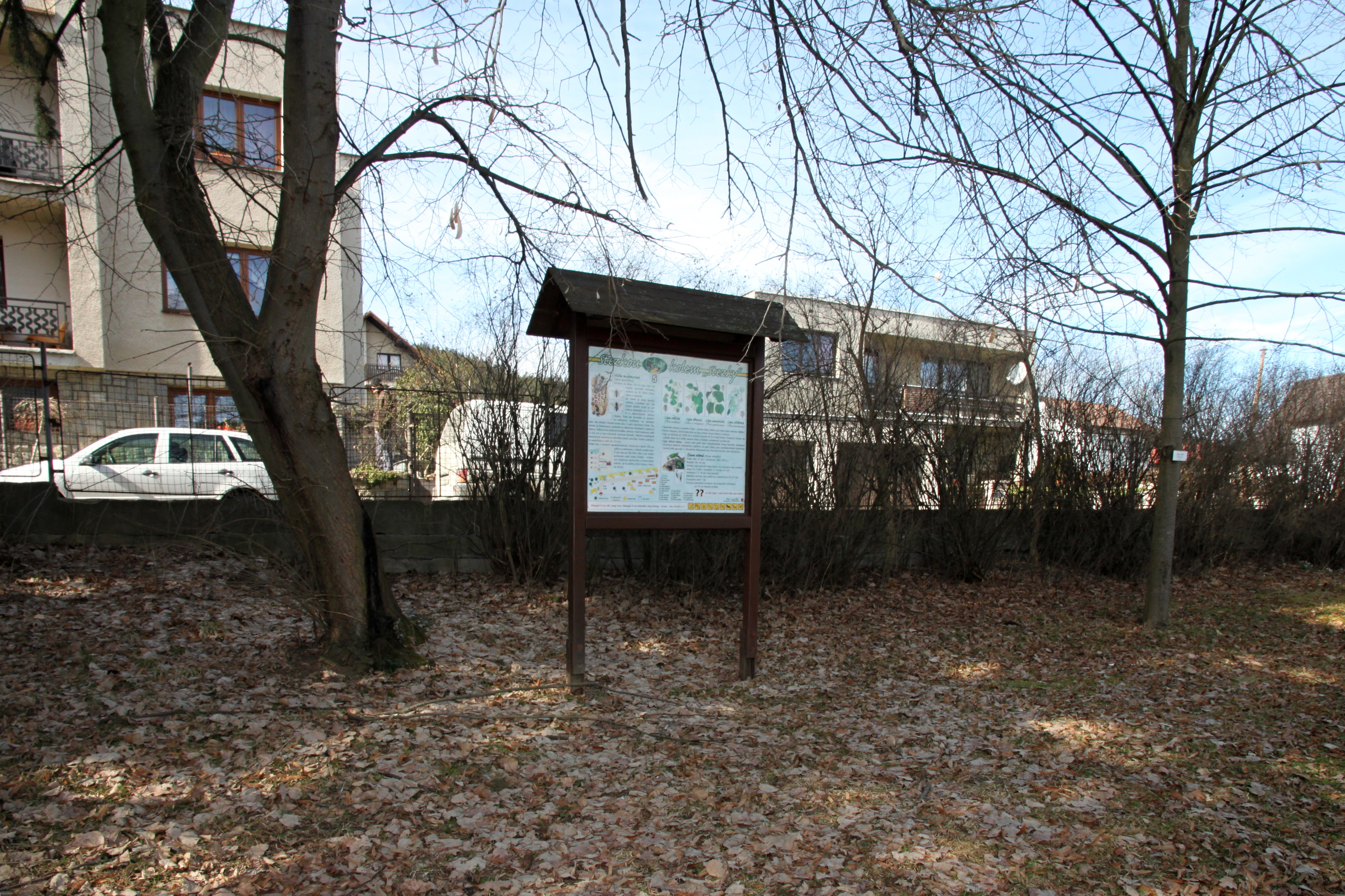
Prostor kolem 5. stanoviště
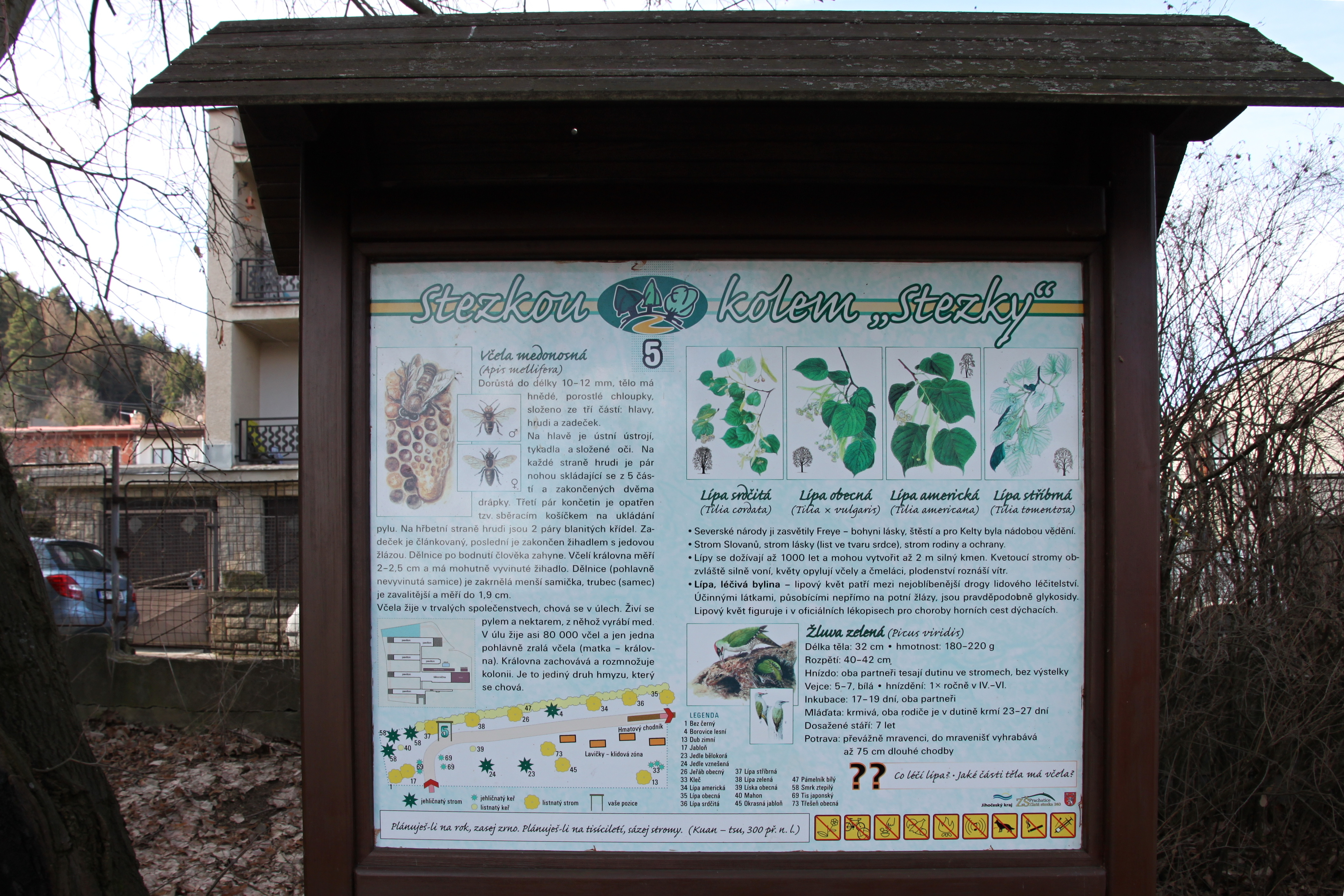
Informační tabule č. 5
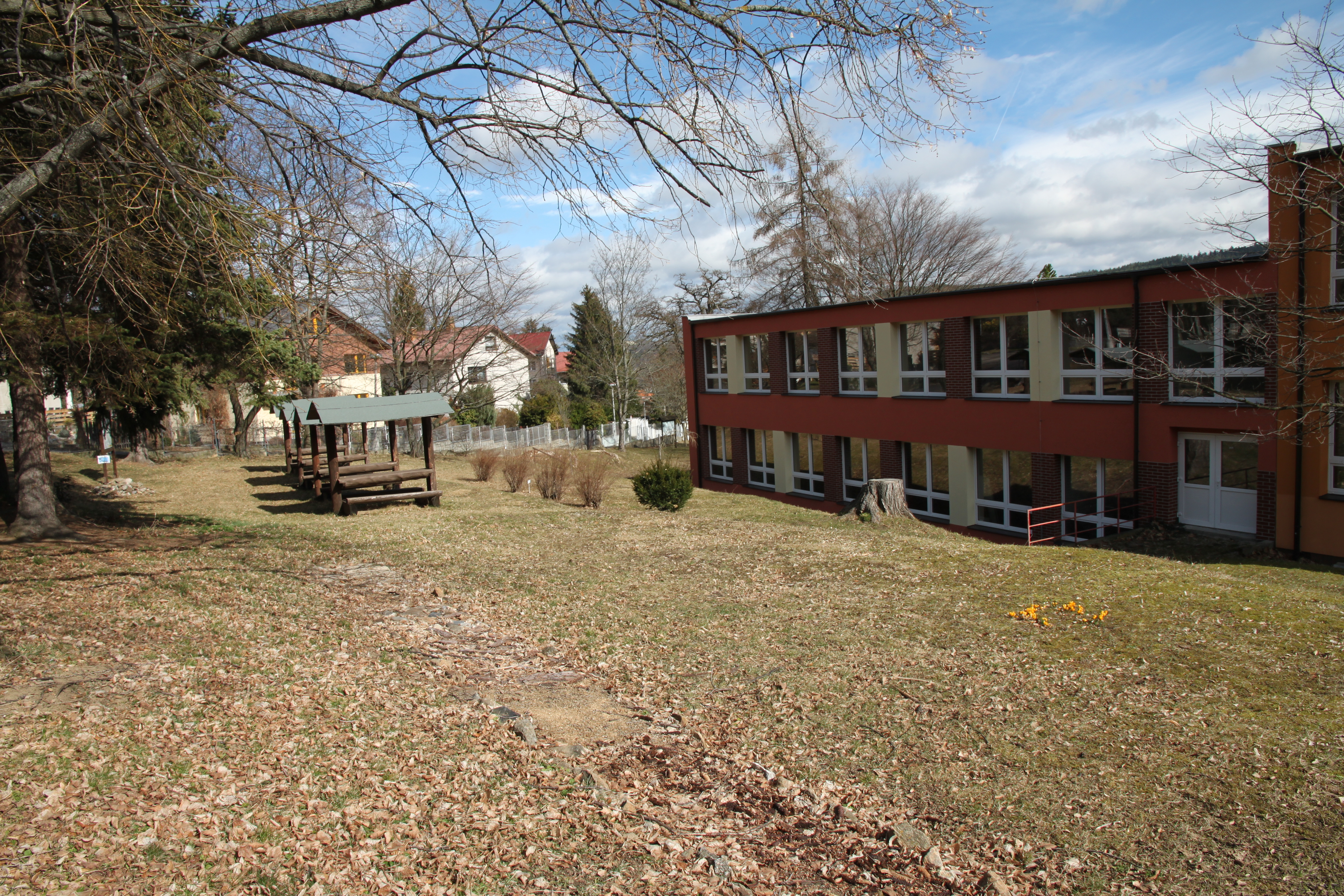
Prostor mezi 5. a 6. stanovištěm, nejvýše položená část stezky
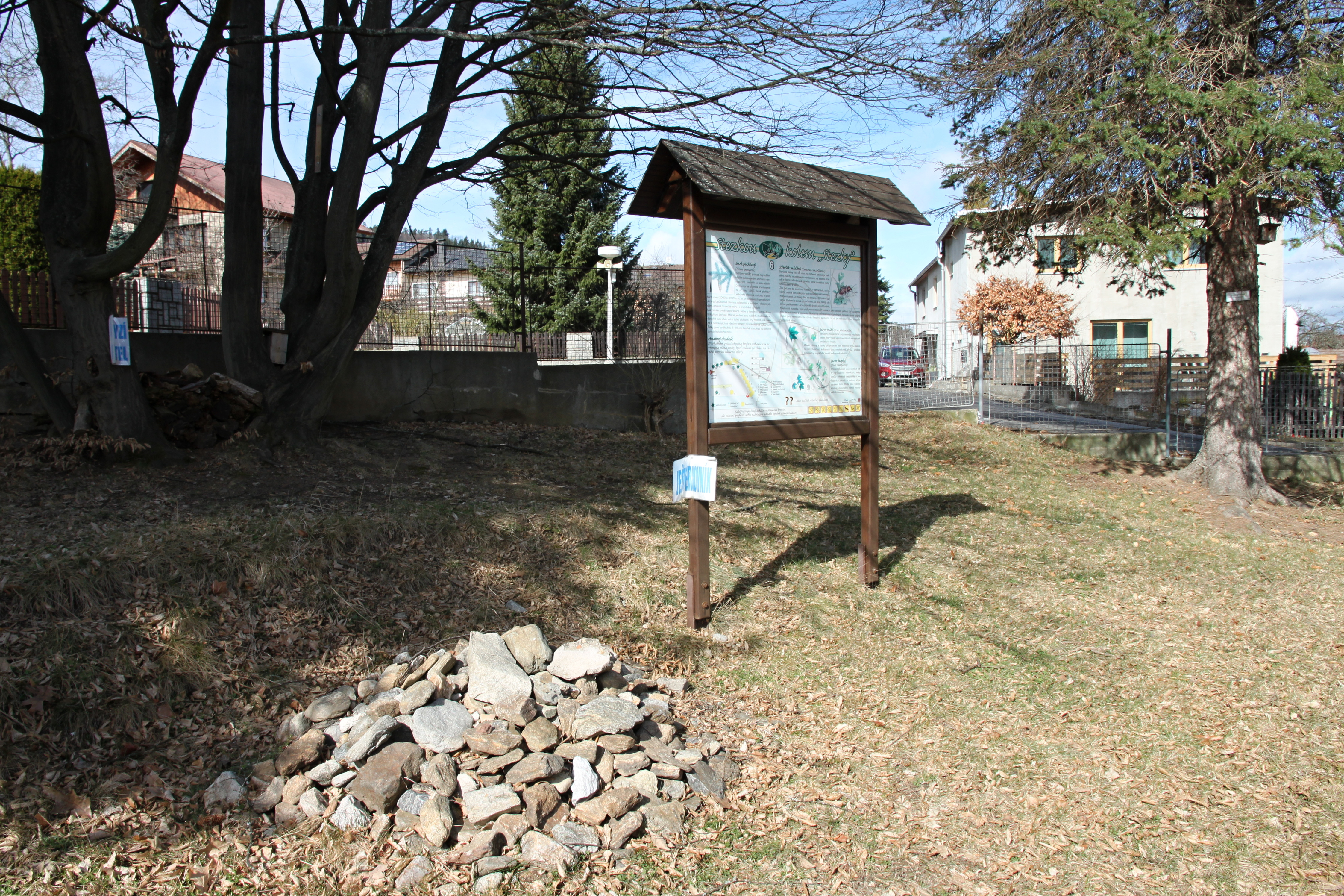
Kameny – ještěrkovník
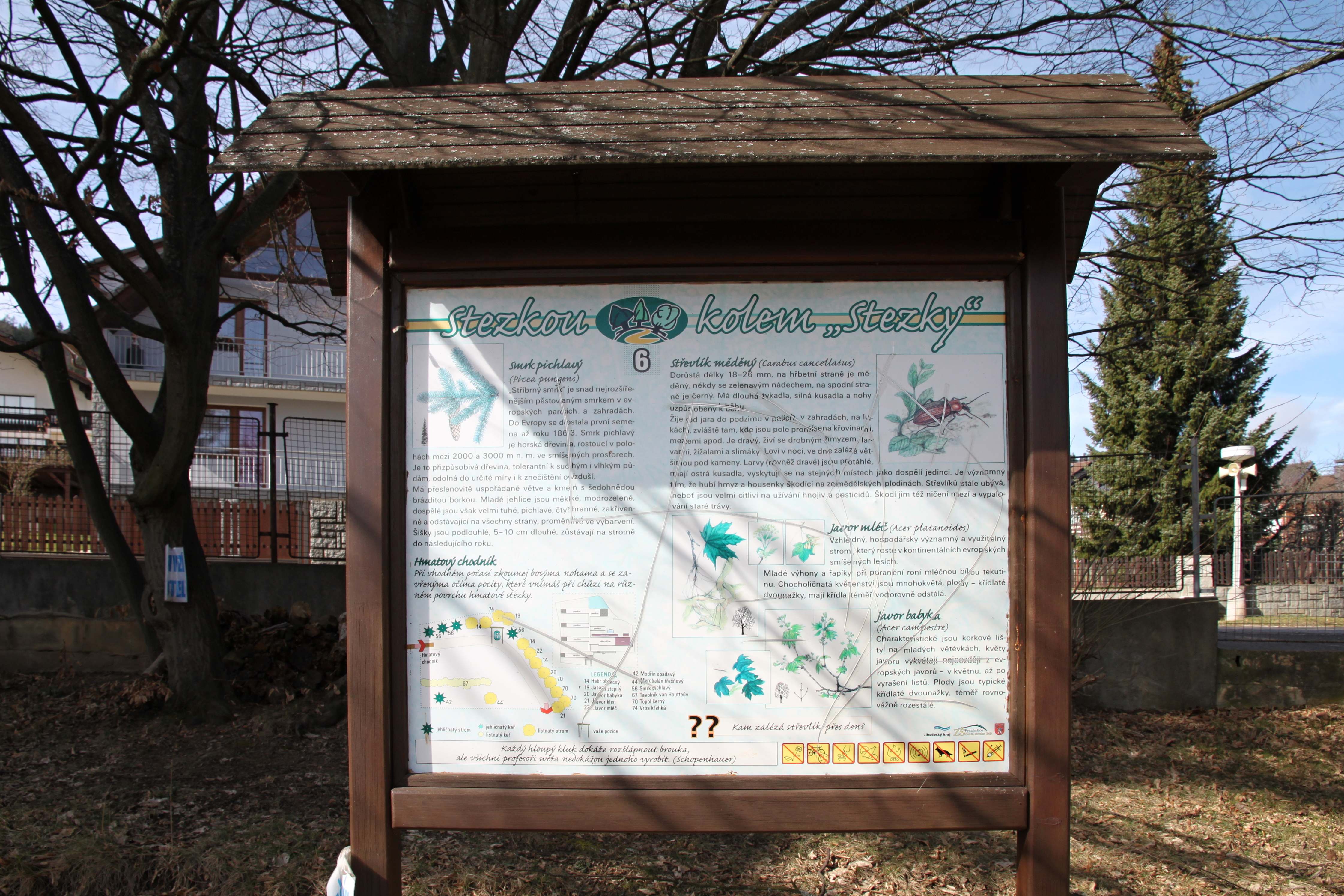
Informační tabule č. 6
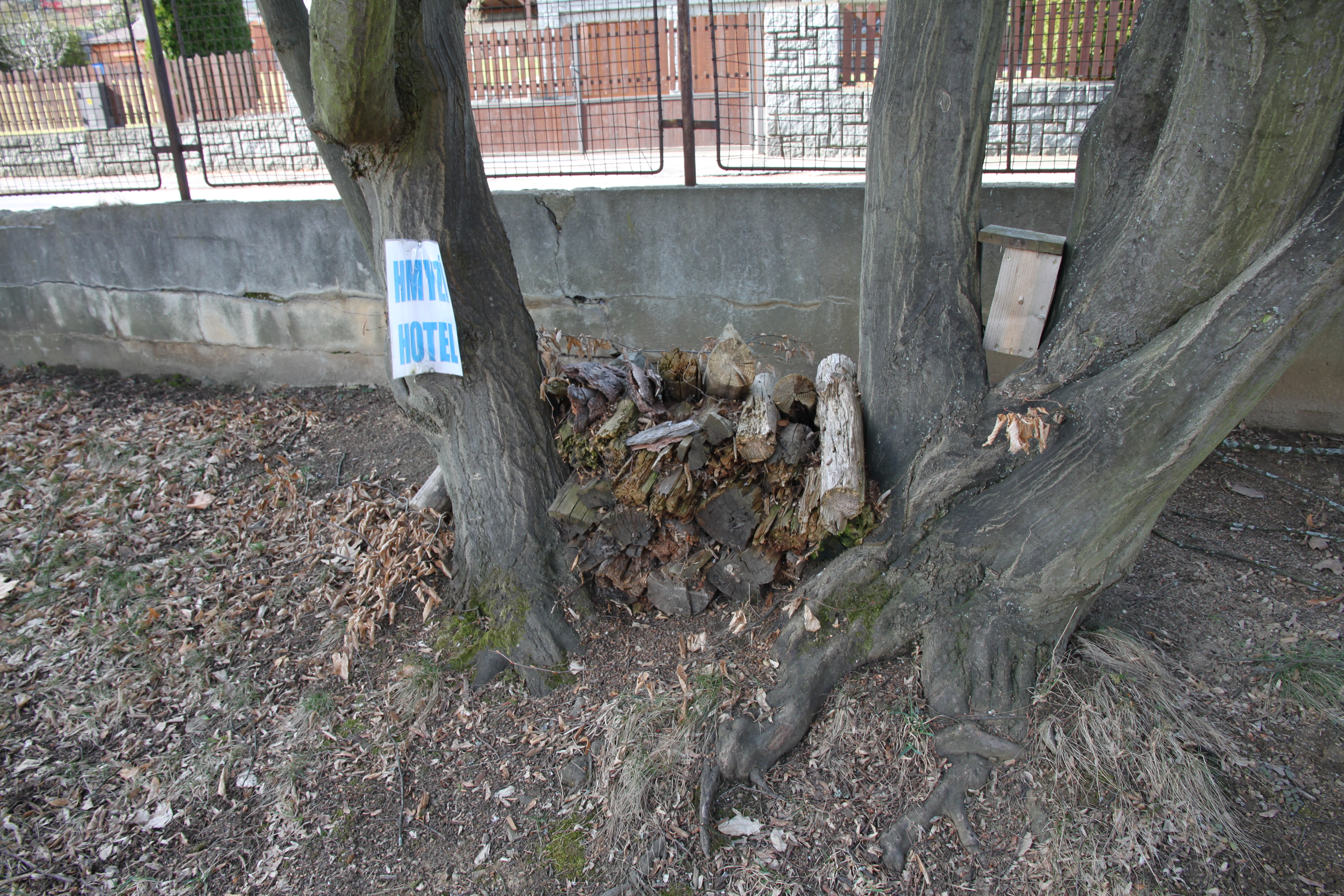
Hmyzí hotel
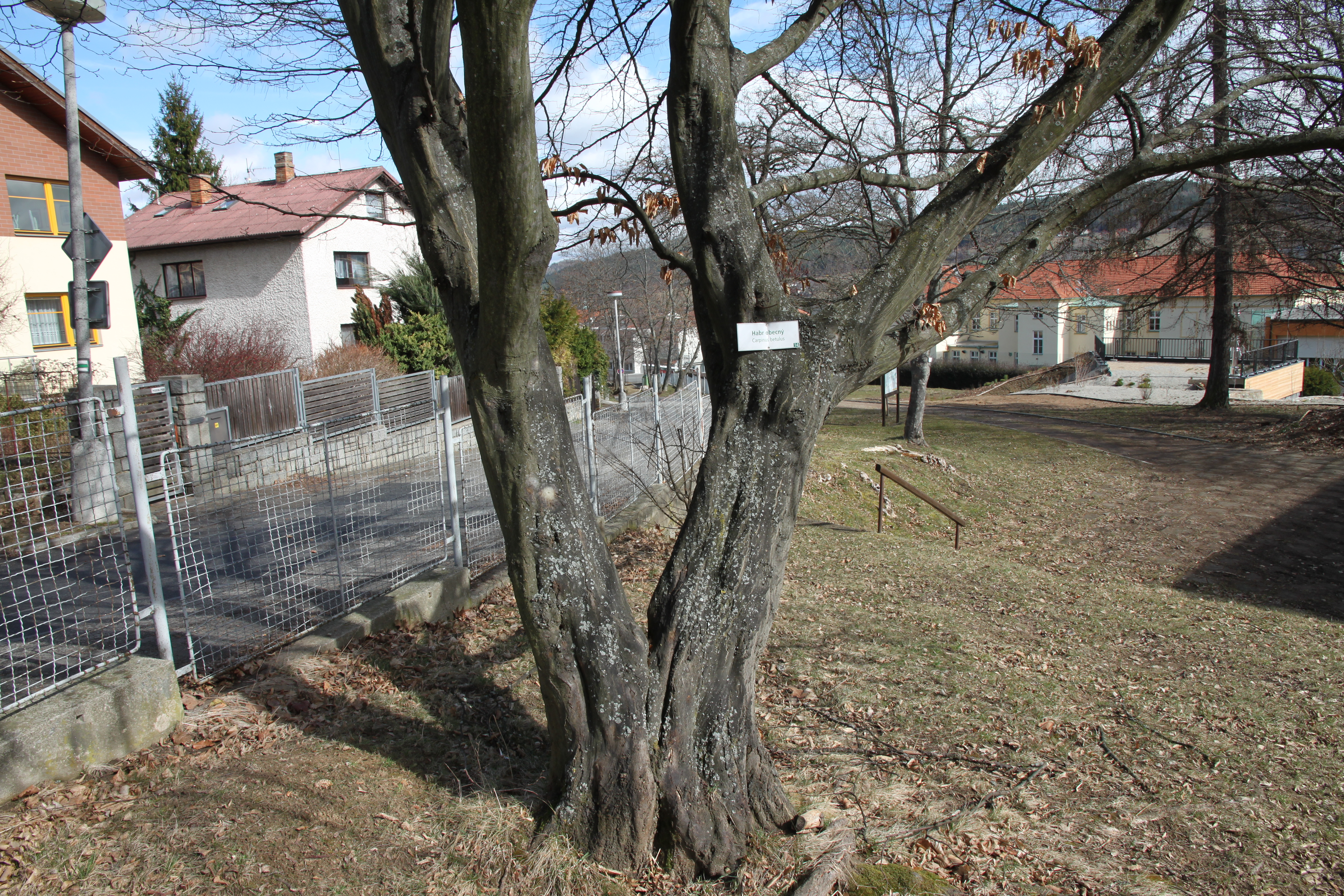
Stromy a keře jsou označeny cedulkami s českými i latinskými názvy
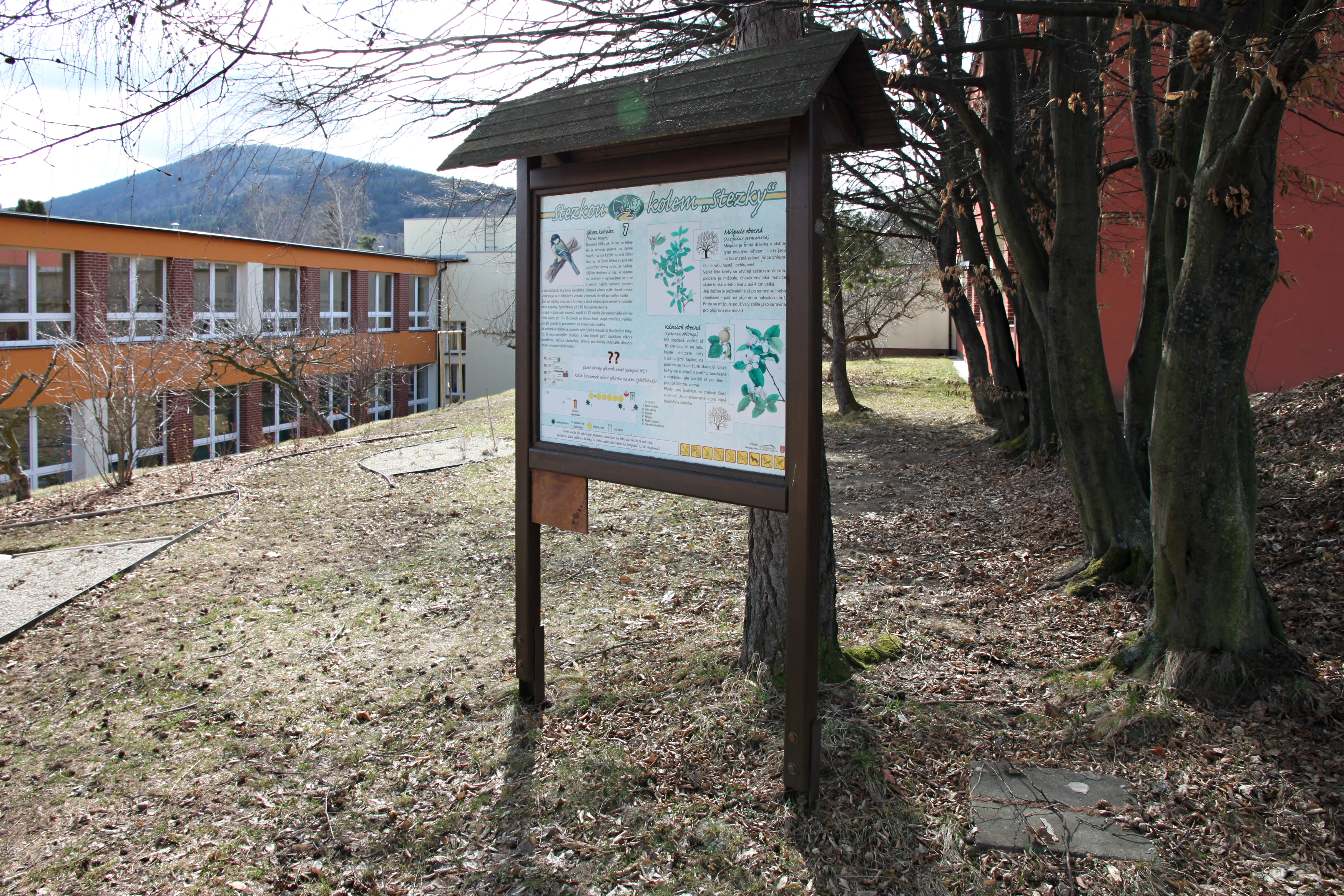
Stanoviště č. 7
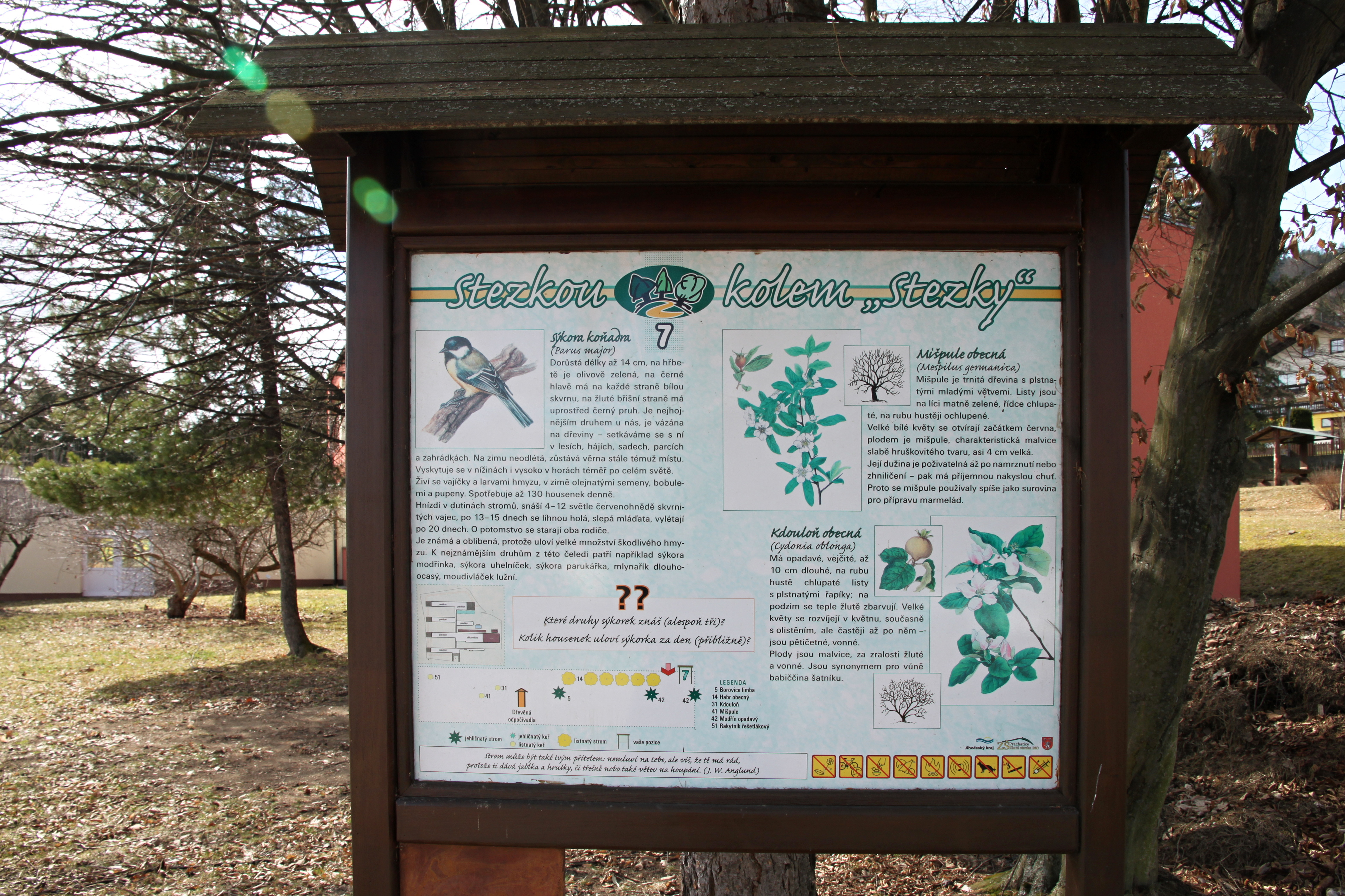
Informační tabule č. 7
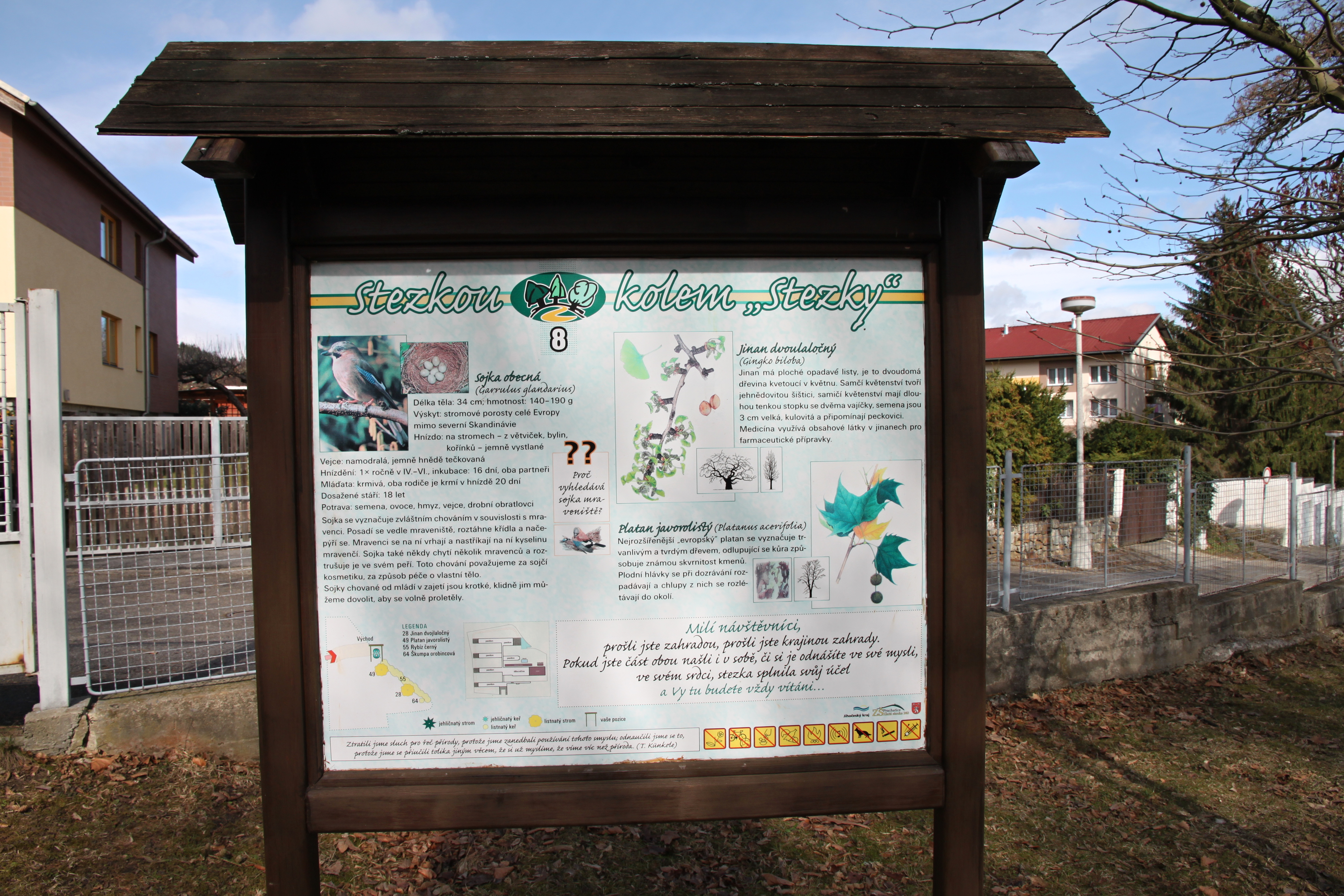
Informační tabule č. 8
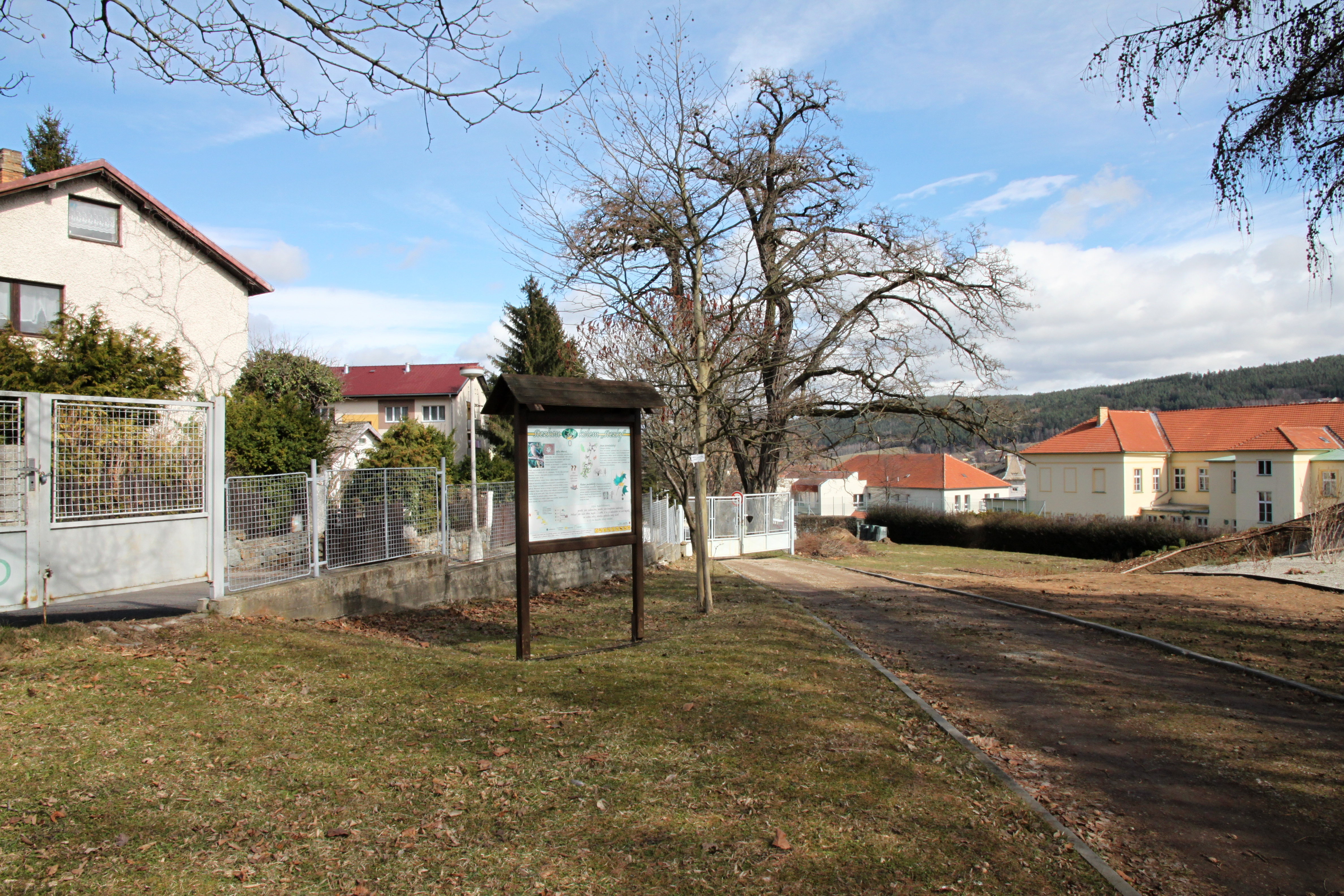
Konec stezky u zadního vchodu do areálu školy